# احمس انحابی
احمس انحابی (انگلیسی: Ahmose Inhapy) یکی از شهبانوهای برجسته مصری از اواخر دودمان هفدهم و اوایل دودمان هجدهم بود.